# Oslo (tätort)
Oslo är en kommungränsöverskridande tätort belägen i Oslo och åtta närliggande kommuner i sydöstra Norge. Staden Oslo är Norges huvudstad samt Norges största och Nordens fjärde största tätort med 1 064 235 invånare den  1 januari 2022.

## Fördelning per kommun
Tätorten Oslo sträcker sig över nio kommuner i tre fylken.

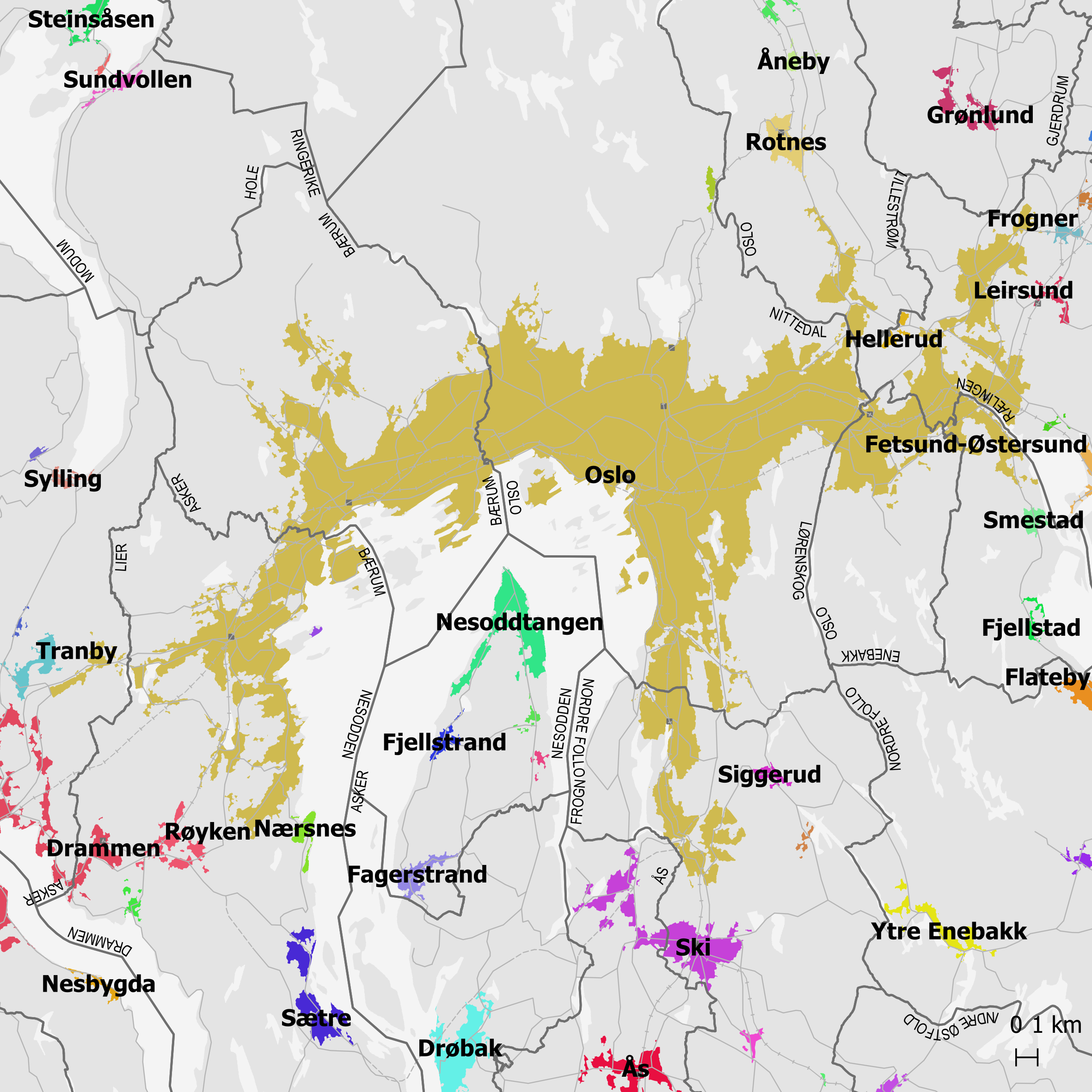
Geografisk avgränsning av tätorten Oslo 2022. Det ljusbruna området ingår i tätorten Oslo.

| Kommun       | Fylke    | Invånare i tätorten Oslo (2023) | Andel av tätorten |
| ------------ | -------- | ------------------------------- | ----------------- |
| Oslo         | Oslo     | 705 643                         | 65,2 %            |
| Bærum        | Akershus | 128 519                         | 11,9 %            |
| Asker        | Akershus | 71 355                          | 6,6 %             |
| Lillestrøm   | Akershus | 61 459                          | 5,7 %             |
| Lørenskog    | Akershus | 46 452                          | 4,3 %             |
| Nordre Follo | Akershus | 40 876                          | 3,8 %             |
| Rælingen     | Akershus | 14 815                          | 1,4 %             |
| Nittedal     | Akershus | 10 909                          | 1,0 %             |
| Lier         | Buskerud | 2 547                           | 0,2 %             |
| TOTALT       |          | 1 082 575                       | 100,0 %           |